# Григорій Гриньків
Григорій Гриньків (хресне ім'я Кевін; нар. 30 листопада 1966, Канора, Саскачеван, Канада) — церковний діяч, священник УГКЦ, василіянин (1989—2007), доктор богослов'я, педагог, протоігумен провінції Найсвятішого Спасителя Василіянського Чину святого Йосафата у 2004—2007 роках.

## Життєпис
Народився 30 листопада 1966 року в м. Канора, Саскачеван, Канада. Закінчив Малу Семінарію в Робліні, Манітоба. Тут вивчив англійську філологію, а в Брандонському університеті поглибив ці знання. 21 січня 1989 року вступив на новіціят отців василіян у Мондері, Альберта. Після закінчення філософських студій у Папському Університеті святого Томи Аквінського в Римі здобув ступінь бакалавра, тут же закінчив ліценціатські студії з догматичного богослов'я і розпочав докторат з догматичного богослов'я, який перервав у зв'язку з обранням на протоігумена. Також вивчав богослов'я в Папському університеті святого Хреста в Римі.
1 січня 1995 року склав довічні обіти у Василіянському Чині. 15 серпня 1995 року отримав священничі свячення з рук Преосвященного владики Василя Філевича. У 1997—1998 роках виконував обов'язки ректора Василіанського інституту філософсько-богословських студій у Золочеві. 1999 року його призначили парохом парафії св. Василія Великого в Едмонтоні, виконував ці обов'язки до серпня 2001 року. Того ж року його призначили духівником братії монастиря Христа Царя у Римі. 10 лютого 2004 року обраний протоігуменом провінції Найсвятішого Спасителя Василіянського Чину святого Йосафата в Україні. У 2007 році склав повноваження з протоігуменського уряду і залишив Василіянський Чин.
20 червня 2014 року в Папському університеті святого Томи Аквінського захистив докторат з богослов'я.